# 贾拉尔·哈桑
贾拉尔·哈桑（阿拉伯语：‎，1991年5月18日—），是一名伊拉克职业足球运动员，场上司职门将。现效力于伊拉克足球超级联赛球会祖拉，也代表伊拉克国家足球队。

## 荣誉

### 俱乐部
祖拉
- 伊拉克足球超级联赛冠军：2017–18
- 伊拉克足總盃冠军：2018–19
- 伊拉克超级杯冠军：2017

### 国家队
伊拉克
- 阿拉伯海灣盃冠军：2023